# Dragana Živković
Dragana Živković (in serbo Драгана Живковић?; Cettigne, 23 gennaio 2001) è una cestista montenegrina.

## Carriera
Con il Montenegro ha disputato due edizioni dei Campionati europei (2019, 2021).